# Microhyla fissipes
Espèce
Synonymes
- Microhyla eremita Barbour, 1920

Statut de conservation UICN

 LC  : Préoccupation mineure
Microhyla fissipes est une espèce d'amphibiens de la famille des Microhylidae.

## Répartition

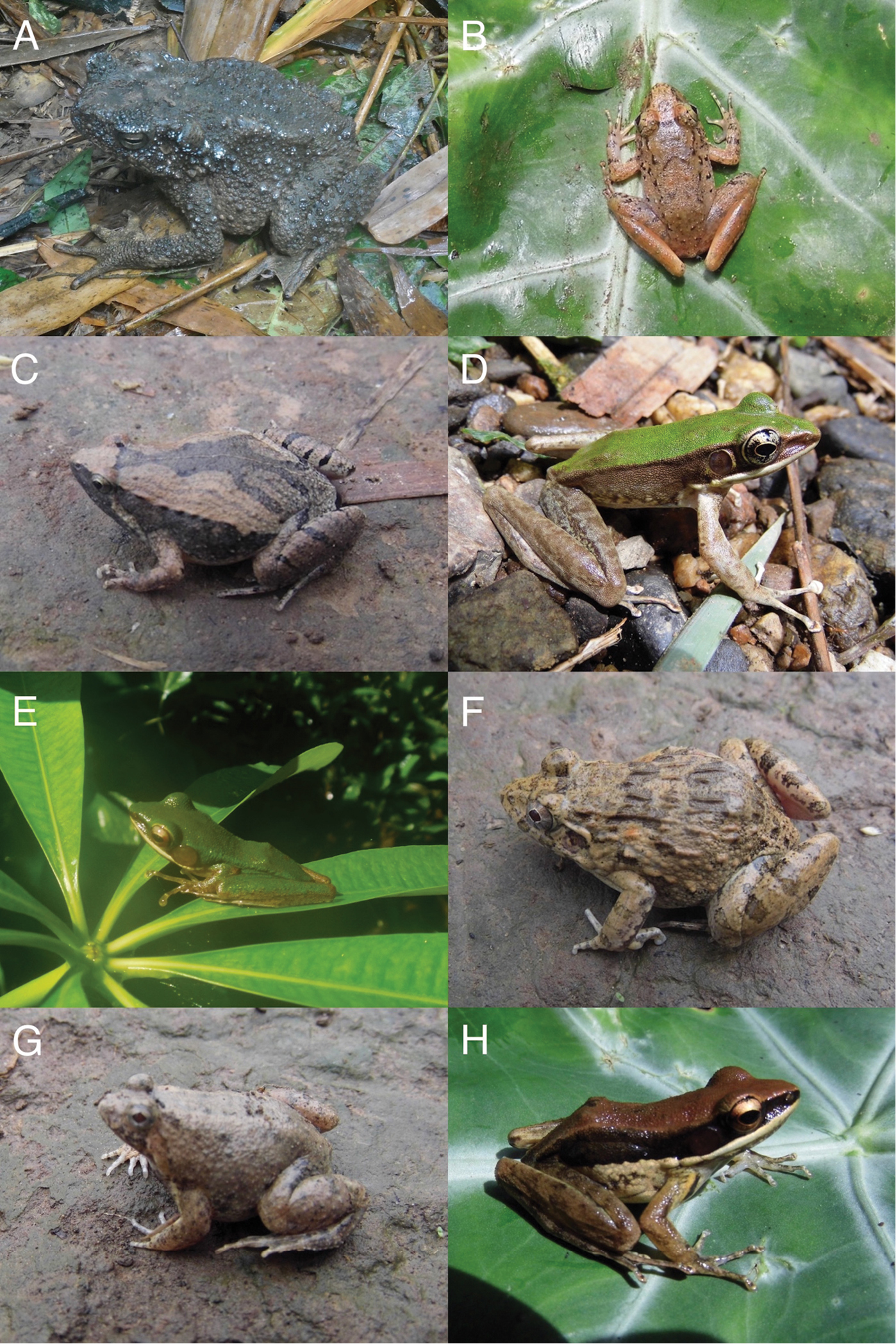
Photographies d'amphibiens lors d'un voyage d'étude, région de Tenasserim, Birmanie : A Phrynoidis aspera ; B Limnonectes doriae ; C Microhyla fissipes ; D Odorrana hosii ; E Chalcorana eschatia ; F Fejervarya sp. ; G Occidozyga martensii ; H Sylvirana malayana

Cette espèce se rencontre :
- dans le centre et le Sud de la République populaire de Chine ;
- à Taïwan ;
- à Hong Kong ;
- en Birmanie ;
- au Viêt Nam ;
- au Cambodge ;
- au Laos ;
- en Thaïlande ;
- en Malaisie péninsulaire.

Sa présence est incertaine au Bangladesh.

## Description
Microhyla fissipes mesure environ 26 mm. 

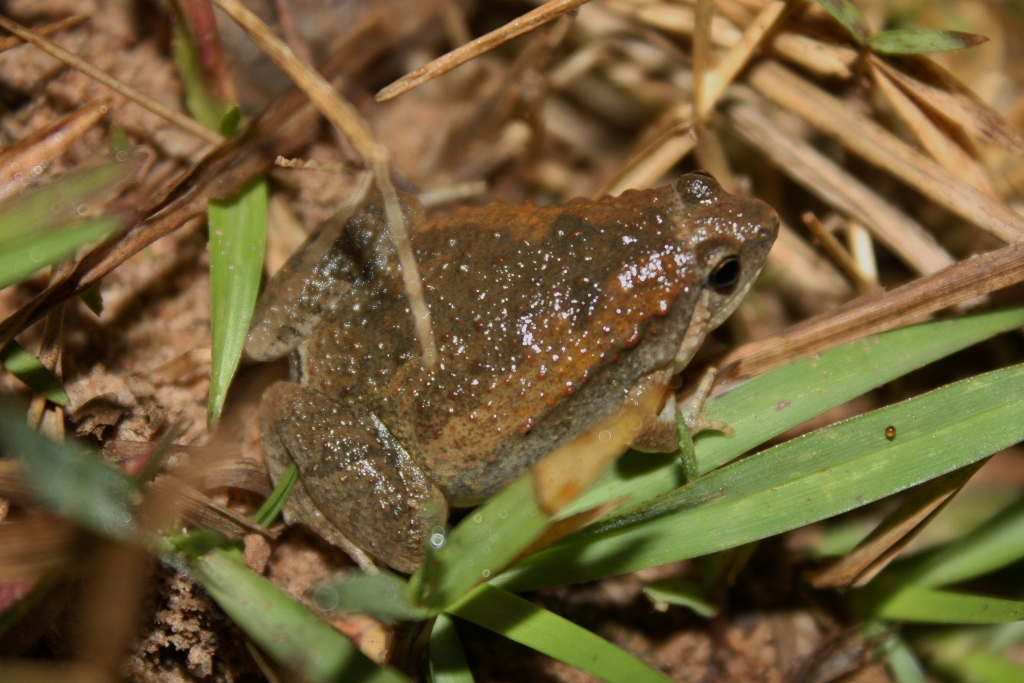

Son dos est brun olive et présente de petites verrues teintées de rouge sur les flancs. Une ligne longitudinale sombre s'étend des yeux jusqu'à l'arrière du corps. Deux taches sombres, l'une en forme de X étiré commençant entre les yeux et l'autre en forme de V inversé au niveau lombaire, sont également présentes. Ses membres sont rayés de sombre.

## Publications originales
- Boulenger, 1884 : Descriptions of new Species of Reptiles and Batrachians in the British Museum - Part II. Annals and Magazine of Natural History, sér. 5, vol. 13, p. 396-398 (texte intégral).
- Barbour, 1920 : An undescribed Microhyla. Occasional Papers of the Museum of Zoology, University of Michigan, vol. 76, p. 1-4 (texte intégral).